# Gaston Strobino
Gaston M. Strobino, född 23 augusti 1891 i Büren an der Aare i Schweiz, död 30 mars 1969 i Downers Grove i Illinois, var en amerikansk friidrottare.
Strobino blev olympisk bronsmedaljör på maraton vid sommarspelen 1912 i Stockholm.